# Michel Dessaint
Pour les articles homonymes, voir Dessaint.
Michel Dessaint, né le 28 février 1935 à Carvin, est un homme politique français.

## Biographie
Il adhère au Centre démocrate en 1971.

## Mandats électifs
- Député de la onzième circonscription du Nord (1995-1997)
- Conseiller municipal de La Bassée (jusqu'en 2001)